# کورشتن
کورشتن (به لهستانی:  Kursztyn) یک روستا در لهستان است که در گمینا گنگو واقع شده‌است.
 کورشتن  ۴۷۶ نفر جمعیت دارد.